# Lefortovotunnel
De Lefortovotunnel (Russisch: Лефортовский тоннель) is een tunnel van de Derde Ring rond Moskou. De tunnel heeft een lengte van 2,2 km en is hiermee de op zes na langste stadstunnel van Europa. De diameter van de tunnel bedraagt 14,2 meter. De tunnel werd gebouwd tussen 2001 en 2003 en werd genoemd naar de wijk in Moskou waar de tunnel onderdoor loopt.
De tunnel loopt ook onder de Jaoezarivier en regelmatig sijpelt er water binnen in de tunnel. Als in de winter de temperatuur ver onder het vriespunt zakt, kan dit water in de tunnel bevriezen en voor gevaarlijke situaties zorgen. De tunnel heeft hierdoor de bijnaam Dodentunnel gekregen.
Op het internet circuleert een video met een montage van beelden van bewakingscamera's waarop verscheidene spectaculaire schuivers en ongevallen te zien zijn. De video is sinds 2006 ook op YouTube te zien.

## Video
- Лефортово - тоннель смерти